# تناول الحشرات لدى البشر

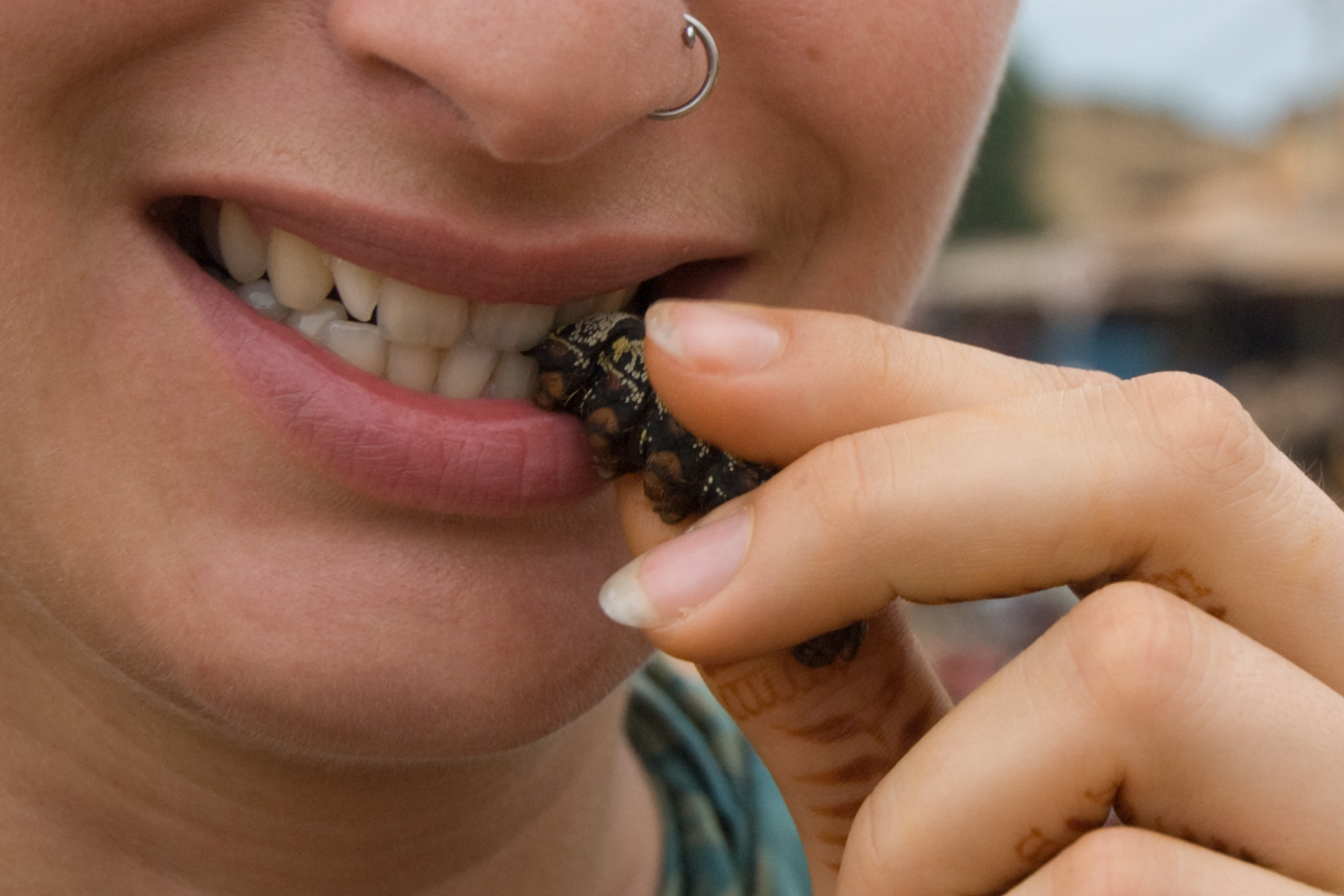
الاستهلاك البشري ليرقات العثة (جنس Cirina, Saturniidae) في بوركينا فاسو

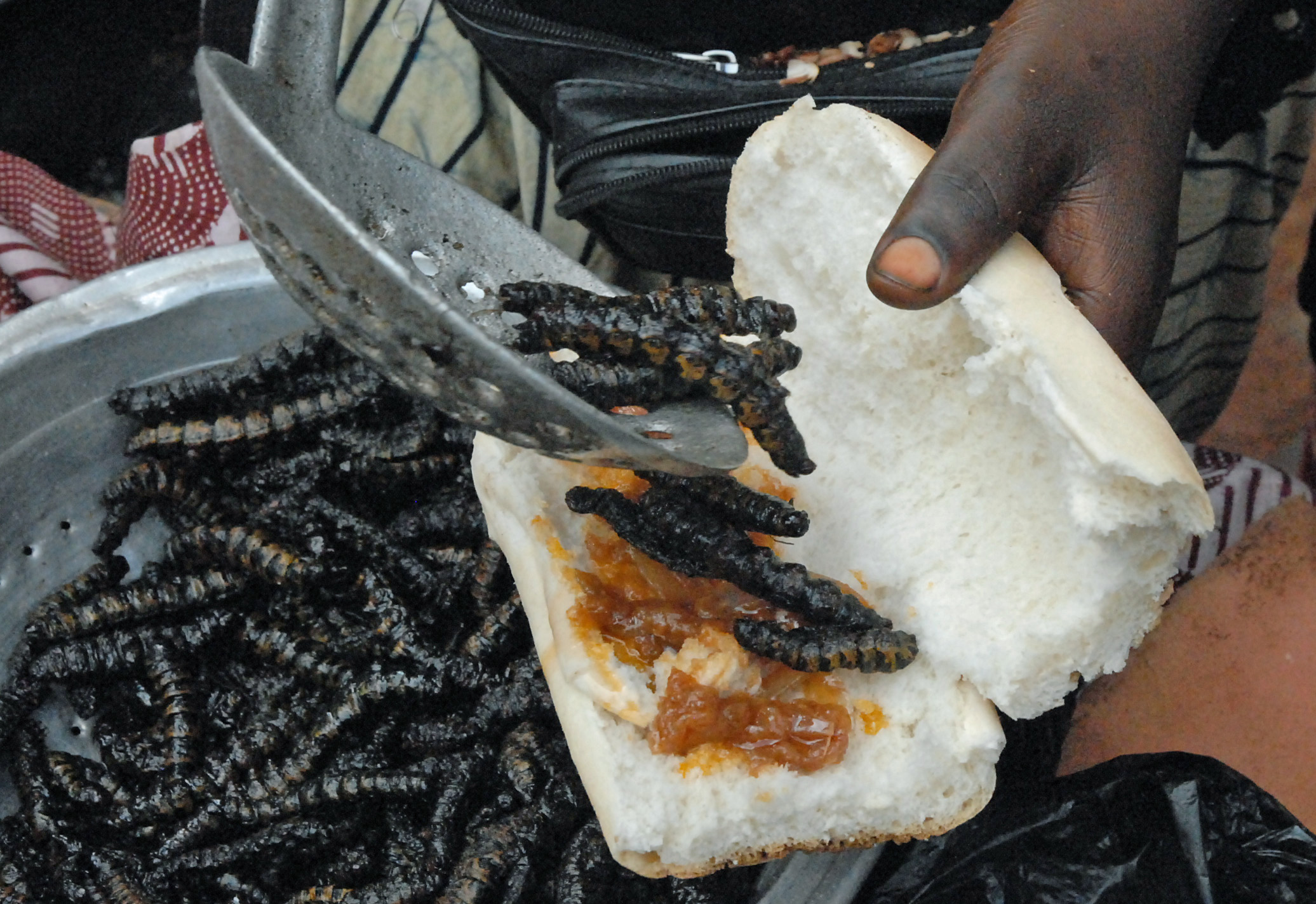
يرقات سيرينا المقلية تقدم على الخبز للاستهلاك البشري

يصف تناول الحشرات لدى البشر استهلاك الحشرات (أكل الحشرات) من البشر في سياق ثقافي وبيولوجي. المصطلح العلمي المستخدم في علم الإنسان والدراسات الثقافية وعلم الأحياء والطب هو أكل الحشرات. لا يشمل أكل المفصليات غير الحشرات مثل العناكب واللافقاريات متعددة الأرجل، وهو ما يُعرف بأكل العناكب.
أكل الحشرات منتشر على نطاق واسع بين الرئيسيات غير البشرية وشائع بين العديد من المجتمعات البشرية. لقد كان البشر يأكلون بيض ويرقات وعذارى وحشرات بالغة معينة منذ عصور ما قبل التاريخ وحتى يومنا هذا. يمارس حوالي 3000 مجموعة عرقية أكل الحشرات. يعد تناول البشر للحشرات أمرًا شائعًا في الثقافات في معظم أنحاء العالم، بما في ذلك أمريكا الوسطى والجنوبية، وأفريقيا، وآسيا، وأستراليا، ونيوزيلندا. ثمانون بالمائة من دول العالم تأكل الحشرات التي يتراوح عددها بين 1000 إلى 2000 نوع. وقد سجلت منظمة الأغذية والزراعة نحو 1900 نوع من الحشرات الصالحة للأكل، وتقدر أنه في عام 2005 بلغ عدد مستهلكي الحشرات نحو ملياري شخص في جميع أنحاء العالم. تقترح منظمة الأغذية والزراعة تناول الحشرات كحل محتمل للتدهور البيئي الناجم عن إنتاج الثروة الحيوانية.
في بعض المجتمعات، وخاصة الدول الغربية، يعتبر أكل الحشرات أمرًا غير شائع أو محظورًا. في حين أن تناول الحشرات أمر غير شائع في أمريكا الشمالية وأوروبا، إلا أن الحشرات تظل طعامًا شائعًا في أماكن أخرى، وتحاول بعض الشركات إدخال الحشرات كغذاء في الأنظمة الغذائية الغربية.
تشمل الحشرات التي تأكل في جميع أنحاء العالم الصراصير، والزيز، والجراد، والنمل، ويرقات الخنافس المختلفة (مثل ديدان الوجبة، يرقات خنفساء الظلام)، وأنواع مختلفة من اليرقات (مثل ديدان الخيزران، وديدان الموباني، ودودة القز ودودة الشمع).

## التاريخ

### أسلاف البشر واستهلاك الحشرات

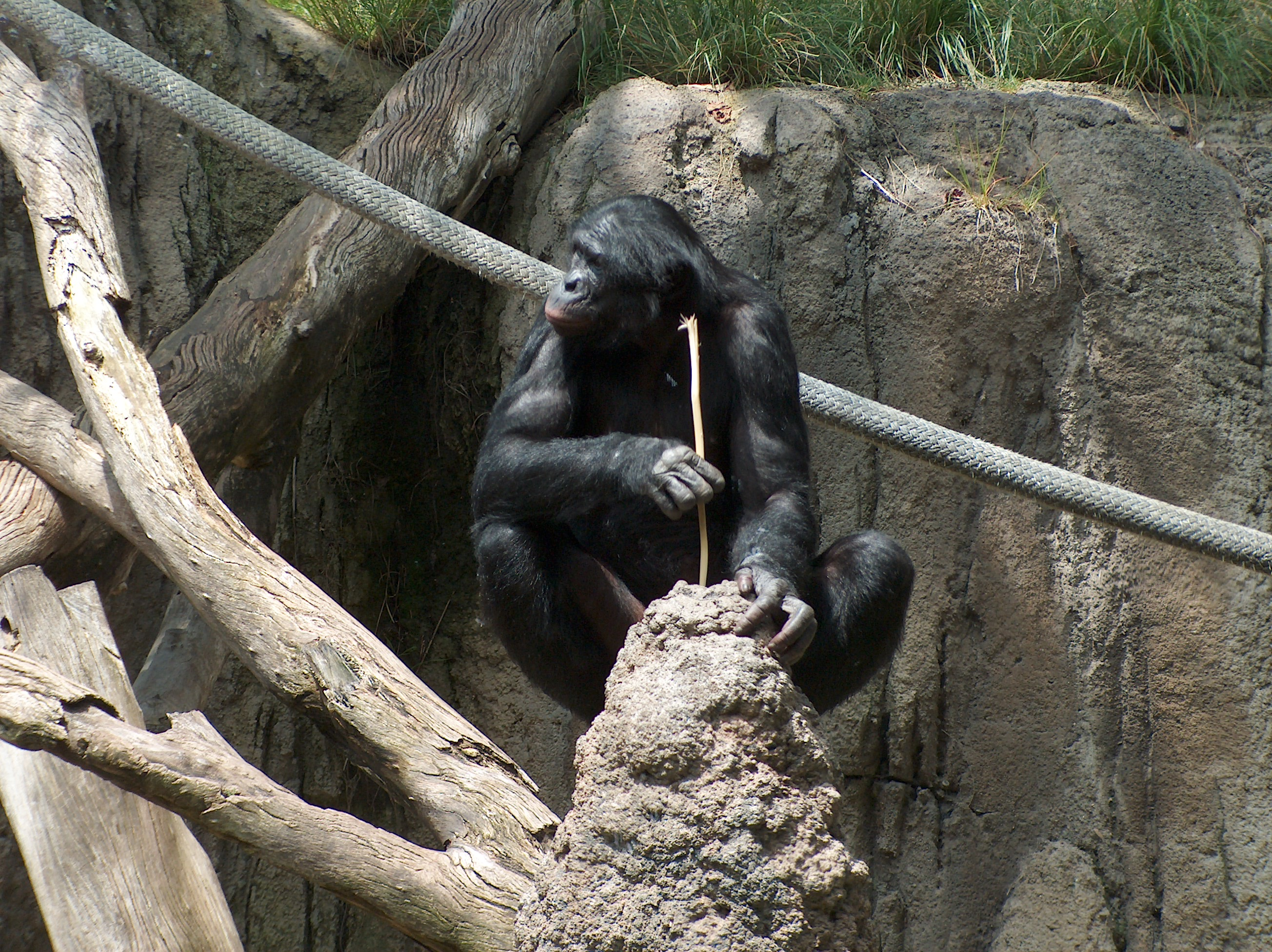
قد يكون البشر البدائيون قد جمعوا النمل الأبيض بطريقة مشابهة لهذه الطريقة التي يستخدمها بونوبو باستخدام العصا.

تشير الأدلة إلى أن أسلاف الإنسان هومو سابينس كانوا يتغذون على الحشرات (entomophagy) والعناكب (arachnophagy). الحشرات تشكل جزءًا من نظام غذائي متنوع لبعض الرئيسيات الحالية، مثل القشيات والطمارين، ويقترح بعض الباحثين أن أوائل الرئيسيات كانت ليلية وشجرية الحركة وتتغذى على الحشرات. بالمثل، فإن معظم القردة الحالية تتغذى على الحشرات بدرجات متفاوتة.
السجل الأثري، في شكل أدوات عظمية ‏ تحمل علامات تآكل، يُظهر أن البشر البدائيين مثل أسترالوبيثيكوس روبستوس ‏ كانوا يجمعون النمل الأبيض للاستهلاك. وتراجع ليسنيك دراسات متعددة خلصت إلى أن علامات التآكل الطولية على الأدوات تدل على استخدامها لحفر أكوام النمل الأبيض. هذه العلامات تختلف عن تلك الموجودة على الأدوات المستخدمة لحفر النباتات والجذور، التي تظهر تآكلًا في اتجاهات متعددة نتيجة الحفر بزاوية أفقية وضرب الصخور، وهو أمر غير موجود في أكوام النمل الأبيض. كذلك، أظهرت مراجعات لدراسات النظير أن A. robustus لم يكن يتغذى على كميات كبيرة من النباتات والفاكهة كمصدر للبروتين، بل اعتمد على مصادر أخرى مثل البروتين الحيواني أو الحشرات.
حجم الدماغ الأكبر للبشر الحديثين يُعزى غالبًا إلى نظرية تفيد بأنه أصبح ممكنًا بفضل زيادة استهلاك اللحوم. بقايا KNM-ER 1808، وهو فرد من إنسان منتصب يرجع تاريخه إلى حوالي 1.8 مليون سنة، غالبًا ما تُستخدم كدليل على نموذج الصيد بسبب نمو غير طبيعي للعظام يشير إلى فرط فيتامين أ نتيجة استهلاك كميات زائدة من كبد الحيوانات. ومع ذلك، اقترح مارك سكينر أن استهلاك يرقات وعذارى النحل يمكن أن يوفر أيضًا ما يكفي من فيتامين أ للتسبب في فرط فيتامين أ. نظرًا للقيمة الغذائية للحشرات ووفرتها، فقد كانت قادرة على توفير الكمية الضرورية من البروتين المطلوبة للبشر البدائيين مثل H. erectus.

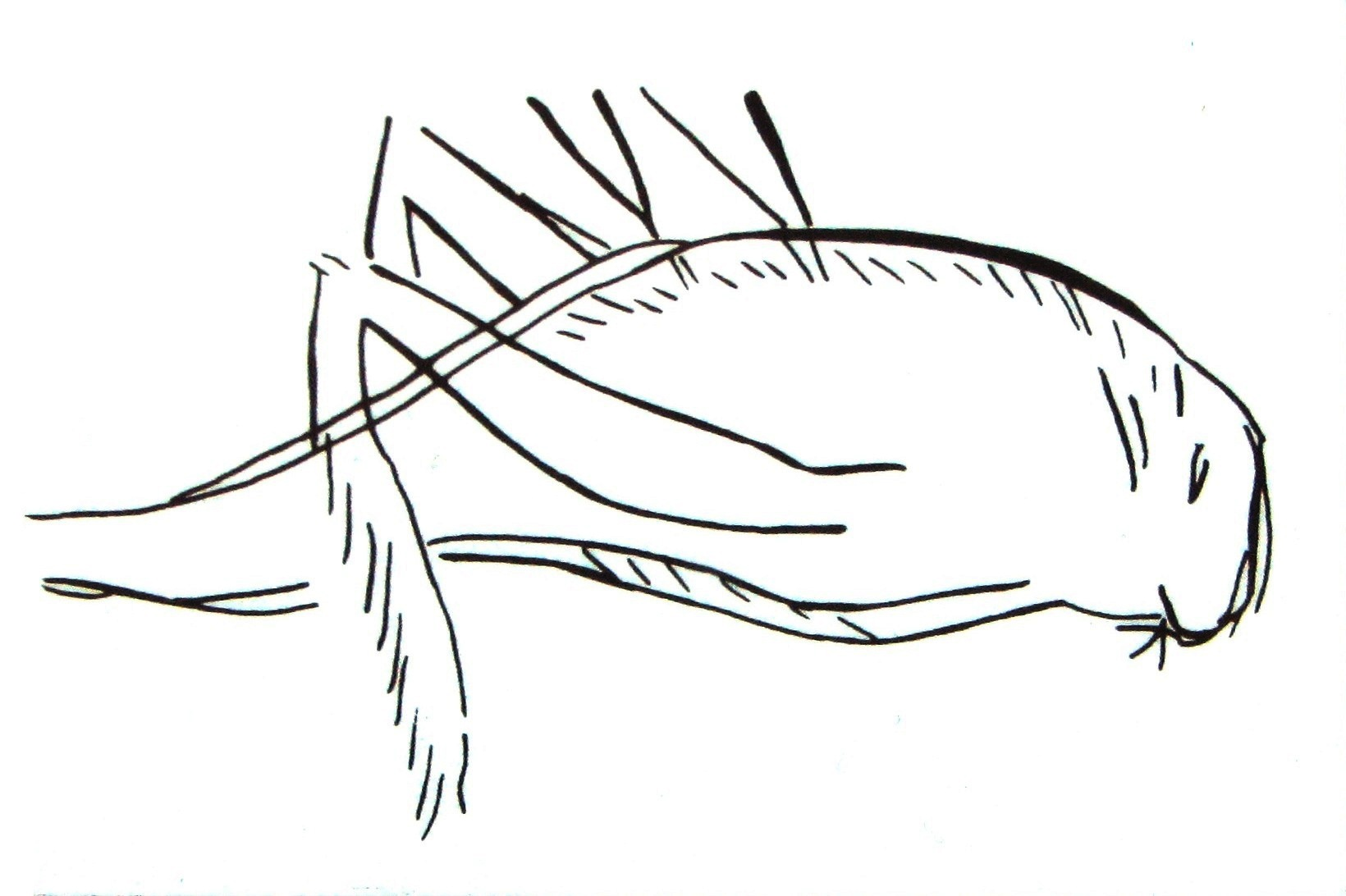
نحت لجراد الكهوف على عظمة حيوان اكتشف في مغارة الإخوة الثلاثة يرتبط ربما بسحر الطعام.

### البراز الأحفوري ولوحات الكهوف
قبل أن يمتلك البشر الأدوات للصيد أو الزراعة، ربما كانت الحشرات تمثل جزءًا هامًا من نظامهم الغذائي. تم العثور على أدلة من خلال تحليل كوبروليت في كهوف بالولايات المتحدة والمكسيك. وجد في كوبروليت من كهوف الأوزارك بقايا حشرات (نمل، يرقات الخنافس، القمليات) وكذلك العنكبيات (لبوديات الشكل، والسوسة).
لوحات الكهوف في كهف ألتاميرا بشمال إسبانيا، التي يعود تاريخها إلى حوالي 30,000 إلى 9,000 قبل الميلاد، تصور جمع الحشرات الصالحة للأكل وأعشاش النحل البري، مما يشير إلى مجتمع محتمل يعتمد على الحشرات. تم العثور على شرانق ديدان القز البرية (Triuncina religiosae) في أطلال مقاطعة شانشي بالصين، ويرجع تاريخها إلى 2000 إلى 2500 سنة قبل الميلاد. وُجدت الشرانق مع ثقوب كبيرة فيها، مما يشير إلى استهلاك العذارى. العديد من ممارسات أكل الحشرات القديمة لم تتغير كثيرًا مع مرور الزمن مقارنة بالممارسات الزراعية الأخرى، مما أدى إلى تطوير التقليد الحديث لأكل الحشرات.

## استهلاك الحشرات في الثقافات البشرية

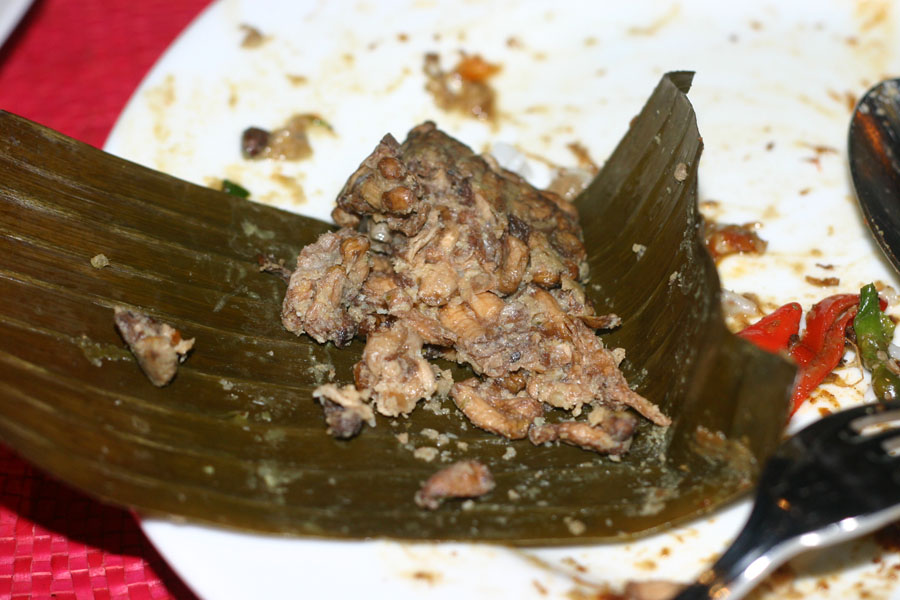
بوتوك تاوون الإندونيسية، يرقات النحل المتبلة والمطهوة بالبخار في عبوات أوراق الموز

تتقبل العديد من الثقافات تناول الحشرات. لطالما استخدمت الحشرات الصالحة للأكل من قبل المجموعات العرقية في آسيا، وأفريقيا، والمكسيك، وأمريكا الجنوبية كمصادر رخيصة ومستدامة للبروتين. يتم استهلاك ما يصل إلى 2,086 نوعاً من قبل 3,071 مجموعة عرقية في 130 دولة. تشمل هذه الأنواع 235 نوعاً من الفراشات والعث، و344 نوعاً من الخنافس، و313 نوعاً من النمل والنحل والدبابير، و239 نوعاً من الجنادب والصراصير والصراصير المنزلية، و39 نوعاً من النمل الأبيض، و20 نوعاً من اليعاسيب، بالإضافة إلى السيكادا. ومن المعروف أن الحشرات تُؤكل في 80 بالمائة من دول العالم.
تُؤكل نملة قاطعة الأوراق كعلبة ناعمة ‏ تقليديًا في بعض مناطق كولومبيا وشمال شرق البرازيل. في جنوب إفريقيا، تعتبر اليرقة الكبيرة لـGonimbrasia belina، المعروفة باسم موپاني أو دودة موپاني، مصدراً للبروتين. في أستراليا، يستهلك السكان الأصليون يرقة ويتشتي. أما يرقات ذبابة الرنة النيرية ‏، وهي طفيل لـلرنة، فقد كانت جزءاً من النظام الغذائي التقليدي لشعب نوناميوت. تُعتبر Udonga montana، وهي من خماسيات الأجزاء التي تشهد تفشيات سكانية دورية، طعاماً شائعاً في شمال شرق الهند.
تقليديًا، تُعرف عدة مجموعات عرقية إندونيسية باستهلاك الحشرات، وخاصة الجنادب، صراصير الليل، النمل الأبيض، ويرقات سوس نخيل الساغو ‏، والنحل. في جاوة وكليمنتان، يتم عادة قلي الجنادب وصراصير الليل بعد تغليفها بطبقة خفيفة من العجين في زيت النخيل لتقديمها كوجبة خفيفة مقرمشة تُسمى kripik أو rempeyek. في بانيواجني بشرق جاوة، يوجد نوع خاص يُسمى botok tawon (بوتوك النحل)، وهو عبارة عن خلية نحل تحتوي على يرقات النحل، تتبل بالتوابل وجوز الهند المبشور، ثم تُلف داخل ورق الموز وتُبخر. كما يشتهر شعب الداياك في كليمنتان، وأيضًا سكان جزر الملوك وبابوا في شرق إندونيسيا، باستهلاك ulat sagu (يرقة الساغو) أو يرقات سوس نخيل الساغو ‏. تُعد هذه اليرقات الغنية بالبروتين من الأطعمة الشهية في غرب غينيا الجديدة، وتُؤكل سواء محمصة أو نيئة.
في تايلاند، تُستهلك بعض الحشرات أيضًا، خاصة في المناطق الشمالية. غالبًا ما تحتوي الأسواق التقليدية في تايلاند على أكشاك تبيع الجنادب المقلية، وصراصير الليل (ching rit)، ويرقات النحل، ويرقات دودة القز (non mai)، وبيض النمل (khai mot) والنمل الأبيض.
تستخدم الحشرات كمكونات في الأطعمة التقليدية في أماكن مثل ولاية هيدالغو بالمكسيك على نطاق واسع بما يكفي للتسبب في انخفاض أعدادها.
في شرق أفريقيا، تحضر كعكة كونغا ‏ من الذباب المضغوط بشكل كثيف.

### في الثقافة الغربية
يعود تناول الحشرات في الثقافة الغربية إلى حوالي 700 قبل الميلاد. في عام 400 قبل الميلاد، أظهرت نقوش آشورية وليمة تضمنت الجراد كطبق فاخر. يحتوي الكتاب المقدس على إشارات إلى تناول الجراد.
حتى في العصور القديمة، كان الإغريق والرومان يتناولون الحشرات وخصوصًا يرقاتها، مثل النحل والزرازير. وُصف cossus الذي يعيش في أشجار البلوط—والذي يُعتقد أنه يرقات حفار الخشب—بأنه من الأطعمة الشهية عند الإغريق والرومان. ويُعتبر قرنبى كبير (Cerambyx cerdo syn.C. heros) مرشحًا قويًا لتحديد هوية cossus وفقًا لبعض المصادر، بينما يرى البعض الآخر أن الحنظب الأوروبي هو الخيار المحتمل. فضل عالم الحشرات الفرنسي جان هنري فابر تحديدها بـ ergat (Ergates faber)، وقام بتذوقها بنفسه ووجد أن لها نكهة تشبه اللوز.
في دراسة تتعلق بنظام يوحنا الغذائي المكون من الجراد والعسل البري، أشار الكتّاب الإغريق-الرومان إلى تناول الجراد. بالنسبة للإسرائيليين القدماء، سمح سفر اللاويين 11 بتناول أربعة أنواع من "الجراد". لكن مع مرور الزمن، لم تعد أسماء الحشرات القديمة بالعبرية مفهومة خلال الفترة الوسيطة، مما تطلب تفسيرًا باستخدام الأسماء العامية المعاصرة، وحدد موسى بن ميمون (رامبام) ثمانية "أنواع" من الحشرات، بما في ذلك الجنادب وصراصير الليل. ومع ذلك، فإن معظم الحشرات غير كوشير، باستثناء الجنادب وحشرات قشور اللاك.
يُشار إلى أن "العسل البري" الذي تناوله يوحنا المعمدان كان يُفسر على أنه يشبه طع حلوى المن, ويُصنع في شكل كعكات في إنجيل الإبيونيين. علاوة على ذلك، يُفترض أن المن هو ندوة عسلية من حشرات قشرية تستخلص نسغ الأثل. تُجمع الحلويات من إفرازات ندى عسلية للحشرات التي تتغذى على البلوط وتُباع كحلوى من في العراق. كما يوجد أيضًا من السما أو من فارسي الذي يُجمع من نسغ Astragalus adscendens. في الشهادات القديمة، قد تكون الأنواع ذات الجودة العالية مثل ges alefi أو ges chonsari في الواقع مِن مَن البلوط أو مَن الطلح.

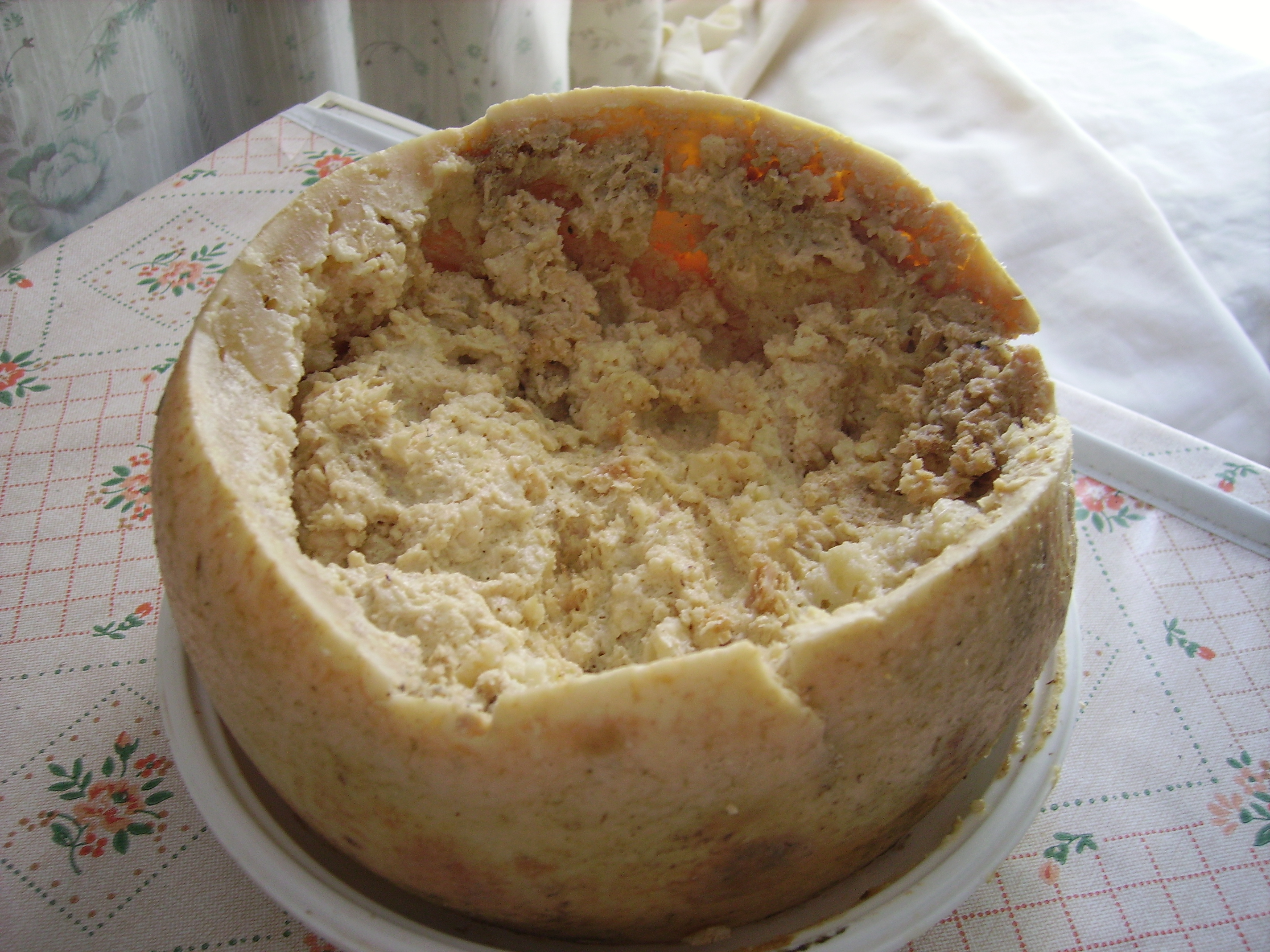
كاسو مارزو هو جبن تقليدي مصنوع من حليب الأغنام في سردينيا يحتوي على يرقات حشرية.

على الرغم من أن منتجات الحشرات مثل العسل والكارمين شائعة الاستخدام، إلا أن تناول الحشرات لم ينتشر بشكل واسع في الغرب. توجد بعض الاستثناءات في الطعام التقليدي. على سبيل المثال، كاسو مارزو، المعروف أيضًا باسم casu modde أو casu cundhídu أو في الإيطالية formaggio marcio، هو جبن مصنوع في سردينيا يتميز بوجود يرقات حية فيه. يعني "كاسو مارزو" "الجبن الفاسد" في اللغة السردينية، ويُعرف شعبيًا باسم "جبن الديدان".
مع ذلك، هناك توجه متزايد في الغرب نحو استهلاك الحشرات.
بحلول عام 2011، بدأت بعض المطاعم في العالم الغربي تقدم الحشرات بانتظام. على سبيل المثال، في فانكوفر، قدمت مطعمان أطباقًا تعتمد على صرصور الليل. مطعم فيج ‏ قدّم فطيرة براتا مصنوعة من صراصير مشوية مطحونة على شكل مسحوق أو دقيق، بينما قدم مطعمه الشقيق مطعم رانجولي ‏ بيتزا مغطاة بصراصير مشوية كاملة على عجينة خبز النان.
كانت شركة Aspire Food Group أول شركة زراعة حشرات كبيرة النطاق في أمريكا الشمالية، تستخدم آلات مؤتمتة في مستودع بمساحة 25,000-قدم-مربع (2,300 م2) مخصصة لتربية صرصور الحقل الأليف للاستهلاك البشري.

## الرفض والمحرمات الثقافية
في الثقافة الغربية، تُعتبر أكل الحشرات (باستثناء بعض الإضافات الغذائية مثل كارمين وشيلاك) محرمًا اجتماعيًا. يُستخدم الاشمئزاز المرتبط بهذا المحرم في وسائل الإعلام الغربية. على سبيل المثال، يتضمن فيلم موندو كين ‏ الإيطالي (1962) مشهدًا لمأدبة حشرات لتحقيق تأثير صادم، كما يظهر مشهد مشابه في فيلم إنديانا جونز ومعبد الهلاك (1984).
تجنّب أكل الحشرات في الغرب يتعايش مع استهلاك اللافقريات الأخرى مثل الرخويات وأقارب الحشرات القريبة من مفصليات الأرجل مثل القشريات. هذا التجنّب ليس قائمًا على الطعم أو القيمة الغذائية.
في الإسلام، يُعتبر المذهب المالكي هو الوحيد الذي يسمح بتناول جميع الحشرات (بشرط ألا تكون ضارة بالصحة). بعض مدارس الفقه الإسلامي تعتبر العقارب محرّمة، لكنها تعتبر الجراد مباحاً. مدارس أخرى تحرّم كل الزواحف، بما في ذلك الحشرات.
في اليهودية، معظم الحشرات لا تُعتبر كوشير، باستثناء بعض أنواع "جراد كوشير" التي تقبلها بعض المجتمعات.
صرّح خبير التغذية العامة آلان دانغور أن تبني أكل الحشرات على نطاق واسع في الثقافة الغربية يواجه "حواجز ضخمة للغاية"، والتي "ربما تكون غير قابلة للتغلب عليها في الوقت الحالي".
هناك اشمئزاز واسع النطاق تجاه أكل الحشرات في الغرب، حيث تُعتبر الحشرات "غير نظيفة وحاملة للأمراض".
اقترح عالم الأنثروبولوجيا مارفن هاريس أن حظر أكل الحشرات مرتبط بوجود مصادر بروتين أخرى تتطلب جهدًا أكبر للحصول عليها، مثل الدواجن أو الماشية، رغم وجود ثقافات تجمع بين تربية الحيوان وأكل الحشرات. توجد أمثلة في بوتسوانا، جنوب إفريقيا، وزيمبابوي، حيث تتعايش تقاليد تربية الماشية مع تناول الحشرات مثل دودة الموباني. بالإضافة إلى ذلك، فإن الشعوب التي تتناول الحشرات لا تختارها عشوائيًا؛ فعلى سبيل المثال، يعتبر المستهلكون التايلانديون الحشرات غير المأكولة في ثقافتهم مشابهة لنظرة الغربيين إلى الحشرات.

## الترويج
أظهرت منظمة الأغذية والزراعة التابعة للأمم المتحدة اهتمامًا بتطوير أكل الحشرات في مناسبات متعددة. في عام 2008، نظمت المنظمة مؤتمرًا لمناقشة "إمكانية تطوير الحشرات في منطقة آسيا والمحيط الهادئ." وفقًا لديرست، ستركز جهود المنظمة على المناطق التي يكون فيها أكل الحشرات مقبولاً تاريخيًا ولكنها شهدت تراجعًا مؤخرًا في شعبيتها.[بحاجة لمصدر]
في عام 2011، أصدرت المفوضية الأوروبية طلبًا لتقارير حول الاستخدام الحالي للحشرات كغذاء، مع وعد بأن تُستخدم تقارير كل دولة عضو في الاتحاد الأوروبي كإرشاد لإعداد مقترحات تشريعية للعملية الجديدة للأطعمة المصنوعة من الحشرات.
وفقًا لتقرير الإذاعة الوطنية العامة، يقوم الاتحاد الأوروبي باستثمار أكثر من 4 ملايين دولار لبحث إمكانيات استخدام الحشرات مصدراً لبروتين غذائي للبشر.

## النقاش

### فوائد تناول الحشرات

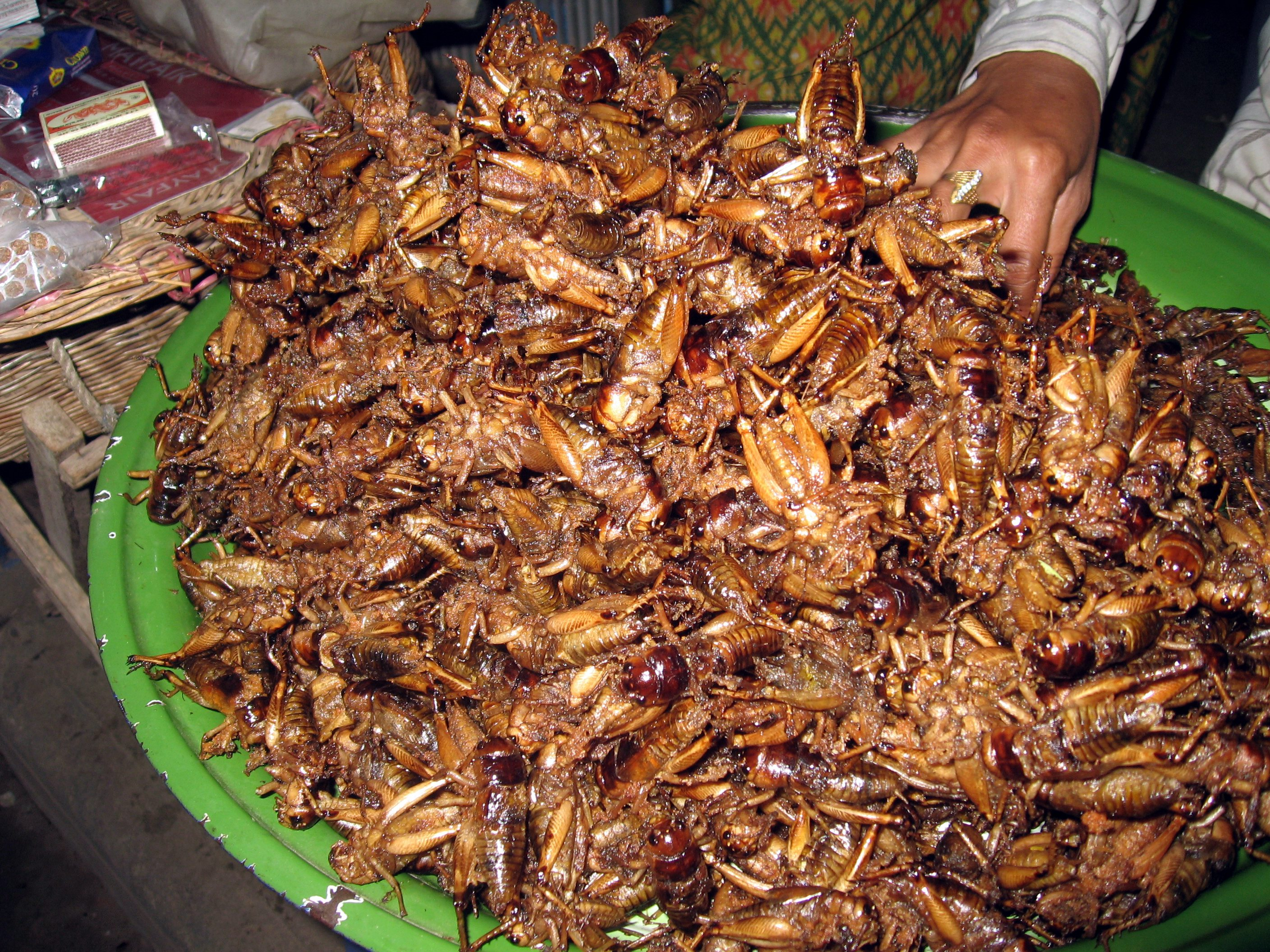
جنادب مقلية

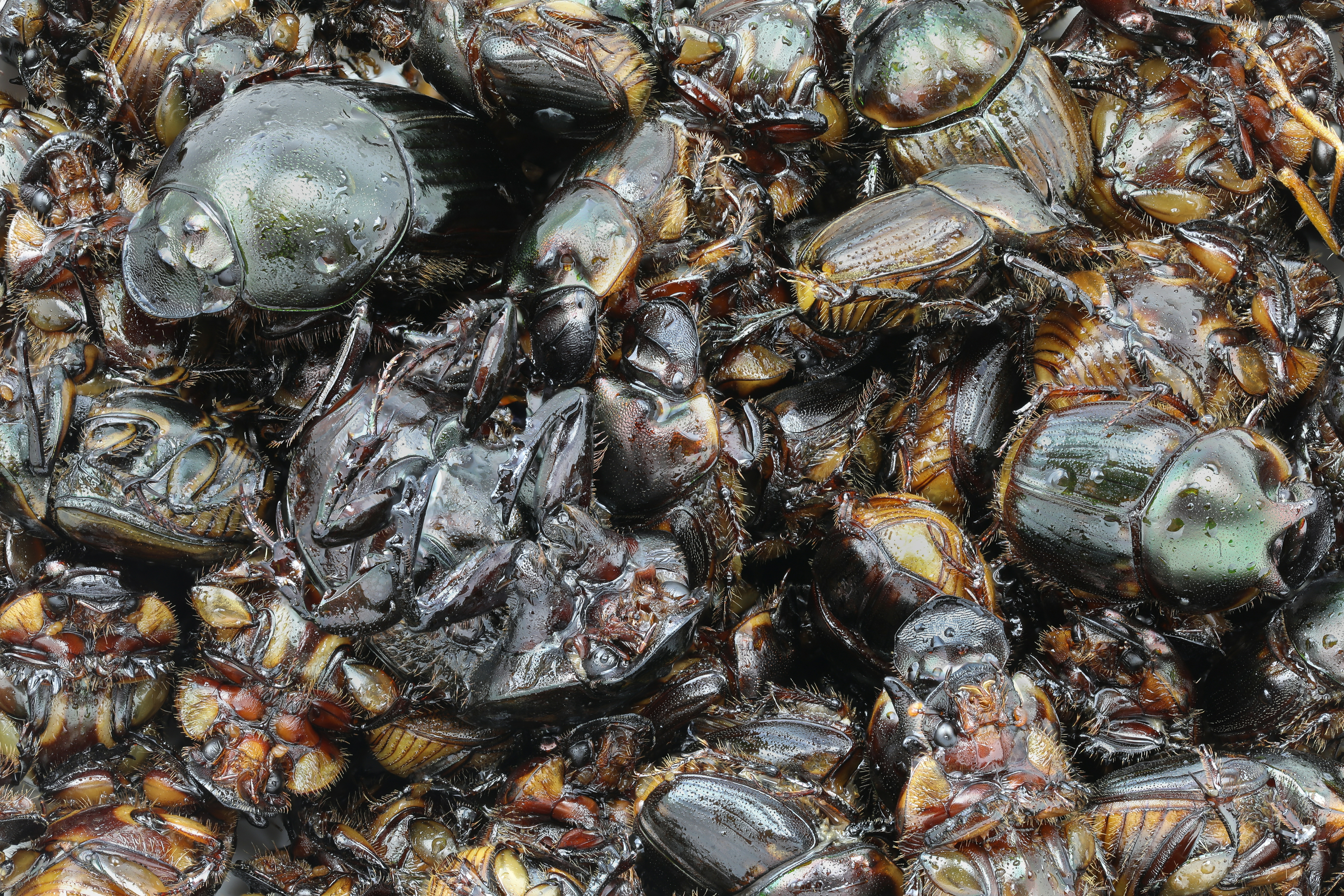
خنافس مقلية في المطبخ اللاوي

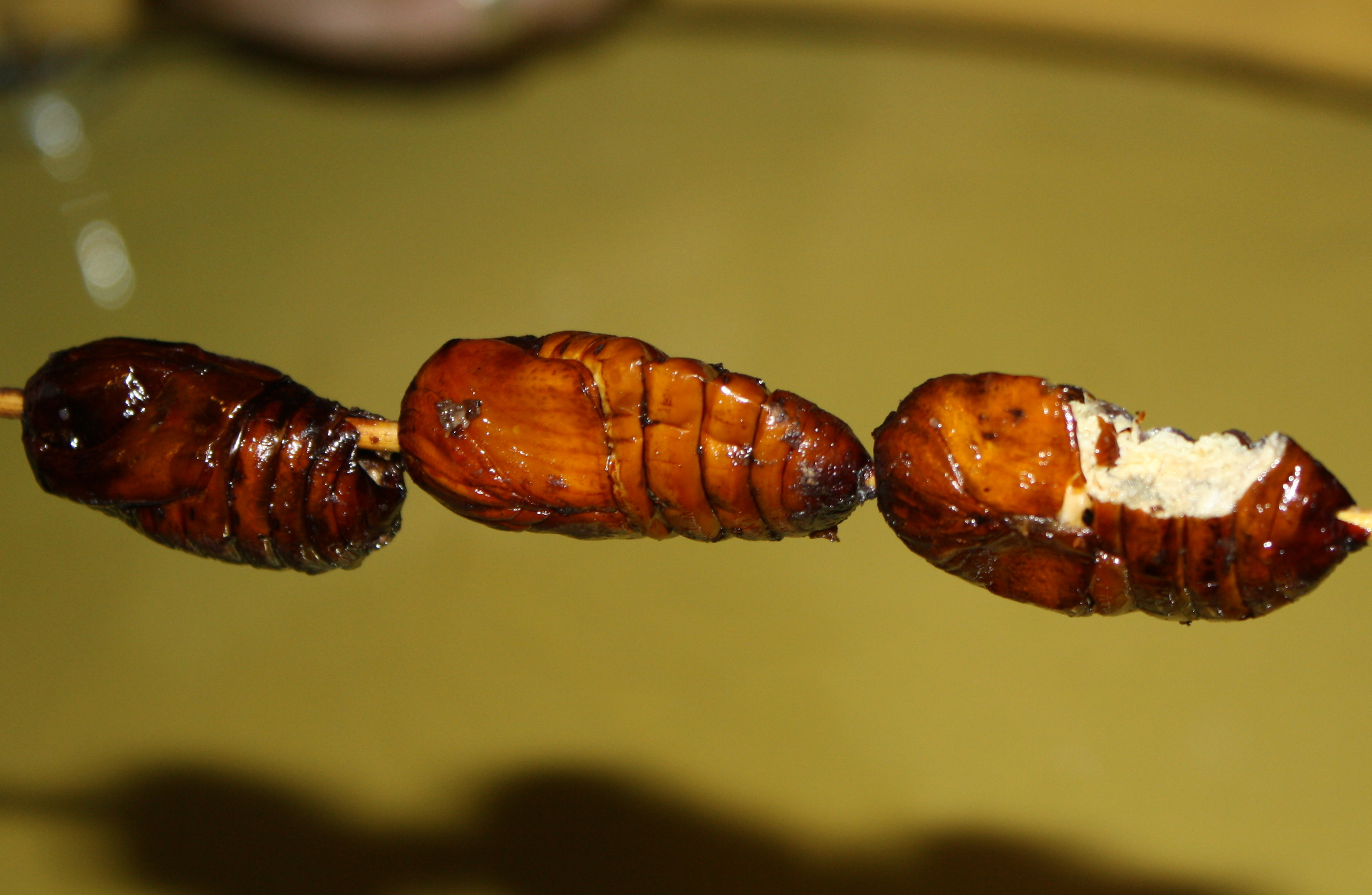
شرانق دودة القز المقلية التي يبيعها بائع شوارع في جينان، إحداها بها قضمة

أدت التقييمات المحتملة لاستهلاك الحشرات على نطاق واسع إلى اقتراح بعض الخبراء أن الحشرات قد تكون بديلاً محتملاً لمصادر البروتين التقليدية من الماشية، مشيرين إلى الفوائد المحتملة بما في ذلك الكفاءة الأكبر، وتقليل استخدام الموارد، وزيادة الأمن الغذائي، والاستدامة البيئية والاقتصادية.

#### الفوائد الغذائية
الحشرات مصدر بروتين كامل (يحتوي على جميع الأحماض الأمينية التسعة الأساسية) وتحتوي على كمية مفيدة، مقارنة بالبروتين من فول الصويا، على الرغم من أنها أقل من الكازين (الموجود في الأطعمة مثل الجبن). تحتوي على الألياف الغذائية وتشمل بشكل رئيسي الدهون غير المشبعة وتحتوي على بعض الفيتامينات والمعادن الأساسية.

#### الأمن الغذائي
بينما لا يزال هناك حاجة لمزيد من الاهتمام لتقييم إمكانيات الحشرات القابلة للأكل بالكامل، فإنها توفر مصدرًا طبيعيًا للمواد المغذية الأساسية، مما يتيح فرصة لسد الفجوة في استهلاك البروتين بين الدول الفقيرة والغنية وأيضًا لتقليل البصمة البيئية. تحتوي العديد من الحشرات على مخازن وفيرة من اللايسين، وهو حمض أميني مفقود في حميات العديد من الأشخاص الذين يعتمدون بشكل كبير على الحبوب الغذائية. البعض يرى أن زيادة الضغط على استخدام الأراضي، تغير المناخ، ونقص الحبوب الغذائية بسبب استخدام الذرة وقوداً حيوياً سيسبب تحديات كبيرة في محاولات تلبية الطلب المستقبلي على البروتين.
كان أول منشور يقترح أن الحشرات القابلة للأكل قد تساهم في تخفيف مشاكل نقص الغذاء العالمية هو منشور ماير-روشو في عام 1975. أصبحت الحشرات مصدراً غذائياً وعلفاً قضية ذات صلة خاصة في القرن الواحد والعشرين بسبب ارتفاع تكلفة البروتين الحيواني، وانعدام الأمن الغذائي والعلف، والضغوط البيئية، ونمو السكان، والزيادة في الطلب على البروتين بين الطبقات الوسطى. في المؤتمر الدولي لعام 2013 حول الغابات من أجل الأمن الغذائي والتغذية، أصدرت منظمة الأغذية والزراعة منشورًا بعنوان الحشرات القابلة للأكل - آفاق المستقبل لأمن الغذاء والعلف الذي يصف مساهمة الحشرات في الأمن الغذائي. يوضح المنشور العديد من الاستخدامات التقليدية والجديدة المحتملة للحشرات للاستهلاك البشري المباشر والفرص والتحديات في تربية الحشرات من أجل الغذاء والعلف. كما يتناول مجموعة الأبحاث حول قضايا مثل تغذية الحشرات وسلامة الغذاء، واستخدام الحشرات علفاً للحيوانات، ومعالجة الحشرات والحفاظ عليها ومنتجاتها.

#### الاستدامة والفوائد البيئية
إن طرق امتصاص المواد ومغذيات النقل التي تستخدمها الحشرات تجعل تربية الحشرات طريقة أكثر كفاءة لتحويل المواد النباتية إلى كتلة حيوية مقارنة بتربية الماشية التقليدية. حيث يحتاج إنتاج كيلوغرام واحد من اللحوم إلى أكثر من 10 أضعاف المواد النباتية المطلوبة لإنتاج كيلوغرام واحد من كتلة الحشرات الحيوية. كما أن استخدام المساحة واحتياجات المياه لا تشكل سوى جزء صغير مما يتطلبه إنتاج نفس الكتلة الغذائية من تربية الماشية. يتطلب إنتاج 150 غرامًا من لحوم الجراد كمية قليلة جدًا من المياه، بينما يحتاج الأبقار إلى 3290 لترًا لإنتاج نفس الكمية من اللحم. وهذا يشير إلى أن استخدام مورد طبيعي أقل ونظام ضغط أقل يمكن أن يُتوقع من الحشرات في جميع مستويات سلسلة التوريد. كما أن الحشرات القابلة للأكل تظهر نموًا ودورات تكاثر أسرع بكثير من الماشية التقليدية. أظهرت دراسة لحدة الكربون في خمسة أنواع من الحشرات القابلة للأكل أجرتها جامعة فاخينينجن في هولندا أن "متوسط الزيادة اليومية في الوزن (ADG) لخمس أنواع الحشرات المدروسة كان يتراوح بين 4.0-19.6 في المائة، وكان الحد الأدنى لهذه النسبة قريبًا من 3.2% المُسجل للخيول، بينما كانت القيمة القصوى أعلى بستة أضعاف. مقارنة بالأبقار (0.3%)، كانت قيم ADG للحشرات أعلى بكثير." بالإضافة إلى ذلك، أنتجت جميع أنواع الحشرات المدروسة كميات أقل بكثير من الأمونيا مقارنة بالماشية التقليدية، على الرغم من أن مزيدًا من الأبحاث لازمة لتحديد الأثر طويل الأجل. خلص المؤلفون إلى أن الحشرات يمكن أن تكون مصدرًا أكثر صداقة للبيئة بتوفير البروتين.
وفقًا لمنظمة الأغذية والزراعة التابعة للأمم المتحدة منظمة الأغذية والزراعة (FAO)، فإن تربية الحيوانات تساهم "بشكل كبير" في تغير المناخ، والتلوث، وتدهور الأراضي والتربة والمياه، زمشاكل استخدام الأراضي، وإزالة الغابات وتقليص التنوع الحيوي. إن النمو العالي والكثافة في زراعة الحيوانات قد تسببا في أضرار بيئية في جميع أنحاء العالم؛ ومن المتوقع أن يتضاعف إنتاج اللحوم من الآن حتى عام 2050، وسوف يتطلب الحفاظ على الأثر البيئي للوضع الراهن تقليصًا بنسبة 50% في التأثيرات لكل وحدة إنتاج. كما تقول منظمة الأغذية والزراعة، فإن تربية الحيوانات "تظهر كواحدة من أهم اثنين أو ثلاثة من أكبر المساهمين في المشاكل البيئية الأكثر خطورة، على جميع المقاييس من المحلية إلى العالمية." يجادل بعض الباحثين بأن إنشاء أنظمة إنتاج مستدامة سيعتمد على استبدال واسع النطاق للماشية التقليدية بالحشرات القابلة للأكل؛ ويتطلب هذا التحول تغييرًا كبيرًا في التصورات الغربية حول الحشرات القابلة للأكل، وضغطًا للحفاظ على الموائل المتبقية، ودفعًا اقتصاديًا لأنظمة الغذاء التي تضم الحشرات في سلسلة التوريد.
إجمالًا، تمثل انبعاثات قطاع تربية الحيوانات 18 في المائة من إجمالي انبعاثات غازات الاحتباس الحراري بشرية المنشأ، وهي حصة أكبر من قطاع النقل. باستخدام النسبة بين النمو الجسدي المنتج وإنتاج الكربون كمؤشر للتأثير البيئي، فإن الزراعة المكثفة تتضمن تأثيرات سلبية كبيرة مقارنة بأكل الحشرات. أظهرت دراسة جامعة فاخينينجن أن إنتاج CO2 لكل كيلوغرام من الزيادة في الكتلة للحشرات المدروسة كان يتراوح بين 39-129% مقارنة بالخيول و12-54% مقارنة بالأبقار. تدعم هذه النتيجة الأدبيات الموجودة بشأن كفاءة تحويل العلف الأعلى للحشرات مقارنة بالماشية الثديية. بالنسبة لأربع من خمس الأنواع المدروسة، كانت انبعاثات غازات الدفيئة "أقل بكثير مما تم توثيقه للخيول عند التعبير عنها لكل كيلوغرام من الزيادة في الكتلة وكانت حوالي 1% فقط من انبعاثات غازات الدفيئة للمجترات."

#### الفوائد الاقتصادية
تتمتع الحشرات عمومًا بكفاءة تحويل غذائي أعلى من اللحوم التقليدية، تقاس كفاءة تحويل الطعام الذي يتم تناوله إلى كفاءته. بينما يمكن أن تكون نسبة المدخلات من الطاقة إلى مخرجات البروتين في العديد من الحشرات حوالي 4:1، فإن الماشية المنتجة تتمتع بنسبة أقرب إلى 54:1. يعود ذلك جزئيًا إلى حقيقة أن الأعلاف يجب أن تُزرع أولاً لمعظم أنواع الماشية التقليدية. بالإضافة إلى ذلك، فإن الكائنات الحية ذوات الدم الحار تحتاج إلى استخدام طاقة أكبر بكثير فقط للبقاء دافئة، في حين أن الكائنات ذوات الدم البارد (مثل الحشرات) لا تحتاج لذلك. يمكن استخدام مؤشر كفاءة تحويل الغذاء كأداة لقياس الكفاءة: على سبيل المثال، فقط 10% من الطعام الذي يتم تناوله يتحول إلى مادة جسدية لدى أبقار اللحم، مقارنة بـ 19-31% لدى دود القز و44% لدى الصرصور الألماني. تقدم الدراسات المتعلقة بصراصير المنزل (صرصور الحقل الأليف) مزيدًا من الأدلة على كفاءة الحشرات كمصدر غذائي. عندما يتم تربيتها في درجة حرارة 30 درجة مئوية أو أكثر وتغذيتها على نظام غذائي مشابه لذلك المستخدم لتربية الماشية التقليدية، أظهرت الصراصير كفاءة تحويل غذاء تفوق ضعف تلك التي لدى الخنازير وكتاكيت الدواجن، وأربع مرات أعلى من تلك التي لدى الأغنام، وست مرات أعلى من البقر عندما يتم حساب الخسائر في تقليم الجثث ونسبة التغليف.

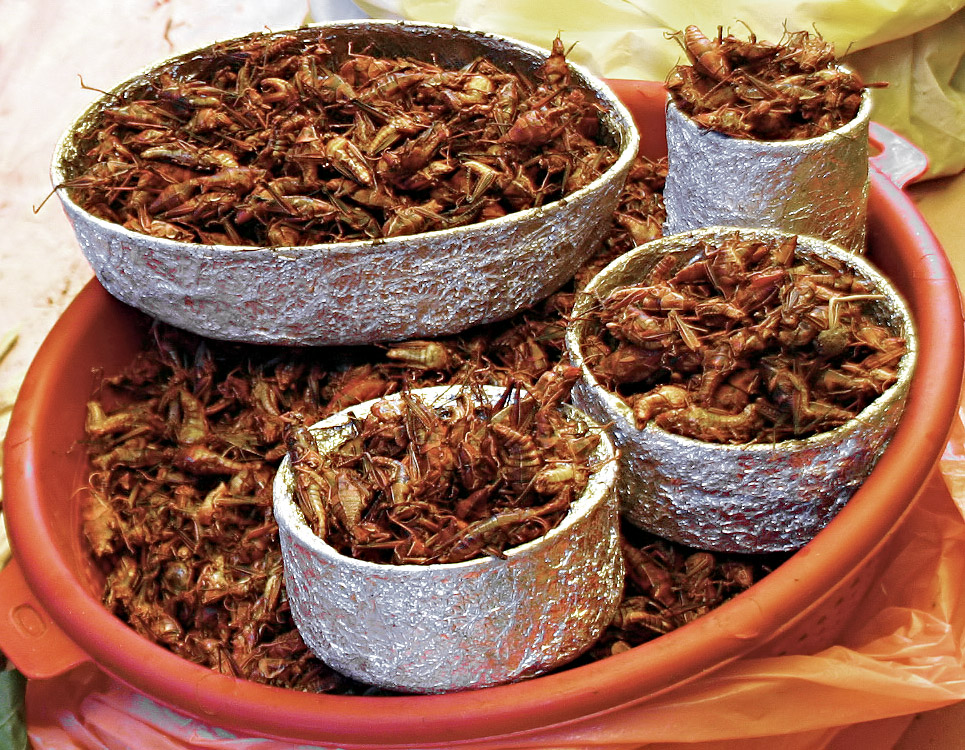
تشابولينيس المكسيكية

تتكاثر الحشرات بمعدل أسرع من الحيوانات المنتجة للحوم البقر. حيث يمكن أن تضع أنثى الصرصور من 1,200 إلى 1,500 بيضة في ثلاثة إلى أربعة أسابيع، بينما في حالة الأبقار، يكون هناك أربعة حيوانات تكاثرية لكل حيوان. وهذا يعطي صراصير المنزل كفاءة تحويل غذاء أعلى بنحو 20 مرة من لحوم البقر.

#### القابلية للتوسع
إن تربية الحشرات واللافقاريات الصالحة للأكل من أجل الغذاء البشري بدأت تظهر الآن في تربية الحيوانات كمفهوم بيئي سليم. العديد من التحليلات وجدت أن تربية الحشرات تمثل بديلاً أكثر صداقة للبيئة مقارنة بتربية المواشي التقليدية.
في تايلاند، يتم تربية نوعين من الحشرات الصالحة للأكل (الجنادب و يرقات خنفساء النخيل) بشكل شائع في الشمال والجنوب على التوالي. طرق تربية الجنادب في جميع أنحاء الشمال الشرقي مشابهة ولم تتغير تقنيات التكاثر كثيرًا منذ أن دخلت التكنولوجيا قبل 15 عامًا. من النادر العثور على تربية الجنادب الصغيرة الحجم التي تشمل عددًا قليلاً من خزانات التربية اليوم، وأغلب المزارع هي مشاريع متوسطة أو كبيرة الحجم. أنشأت التعاونيات المجتمعية لمزارعي الجنادب لنشر المعلومات حول تقنيات الزراعة، والتسويق، والمسائل التجارية، لا سيما في شمال شرق وشمال تايلاند. أصبحت تربية الجنادب قطاعًا مهمًا في تربية الحيوان وهي المصدر الرئيسي للدخل لعدد من المزارعين. في عام 2013، كان هناك حوالي 20,000 مزرعة تدير 217,529 حظيرة تربية. بلغ إجمالي الإنتاج على مدار السنوات الست الماضية (1996-2011) حوالي 7,500 طن سنويًا.[بحاجة لمصدر]
في العالم الغربي، أُسست شركات جديدة في مجال التكنولوجيا الزراعية في عقد 2010 بهدف تحديث تقنيات تربية الحشرات، مما يتيح زيادة الحجم والكفاءة المطلوبة لجعل الحشرات تحل محل البروتينات الحيوانية الأخرى في إمدادات الغذاء البشري.

#### الزراعة الأصلية
يمكن أن توفر الحشرات الصالحة للأكل مزايا اقتصادية وغذائية وبيئية للشعوب الأصلية التي تربيها. على سبيل المثال، توفر دودة الموباني في جنوب إفريقيا "نوع علمي رائد" من أجل الحفاظ على غابات الموباني. وقد جادل بعض الباحثين بأن الحشرات الصالحة للأكل توفر فرصة فريدة من نوعها للمحافظة على الحشرات من خلال دمج قضايا الأمن الغذائي وإدارة الغابات من خلال حل يتضمن إدارة الموائل المناسبة والاعتراف بالمعرفة التقليدية والمشاريع المحلية. طورت الثقافات في إفريقيا تفاعلات فريدة مع الحشرات ‏ نتيجة لممارساتها التقليدية في إدارة البيئة والعادات. ومع ذلك، يزعم المسؤول الكبير في منظمة الأغذية والزراعة باتريك دورست أن "بين مديري الغابات، هناك قلة من المعرفة أو التقدير لإمكانات إدارة وحصاد الحشرات بشكل مستدام. من ناحية أخرى، يمتلك السكان التقليديون في الغابات وأولئك الذين يعتمدون على الغابات غالبًا معرفة استثنائية بالحشرات وإدارتها."
وبالمثل، صرحت جوليتا راموس-إيلوردوي بأن السكان الريفيين الذين "يبحثون، ويجمعون، ويصلحون، ويقومون بتسويق وتخزين هذه الموارد الطبيعية المهمة"، لا يقومون بإبادة الأنواع التي تعتبر ذات قيمة لحياتهم وسبل عيشهم. وفقًا لمنظمة الأغذية والزراعة، يرى العديد من الخبراء فرص دخل للأشخاص الريفيين المشاركين في الزراعة. ومع ذلك، فإن تكييف تكنولوجيا الغذاء ومعايير السلامة مع الأطعمة المعتمدة على الحشرات من شأنه أن يعزز هذه الفرص من خلال توفير أساس قانوني واضح للأطعمة المعتمدة على الحشرات.

#### حصاد الآفات

يرقات خنفساء نخيل الساج، (سوسة النخيل الحمراء)، وهي آفة لنخلة التمر، وجوز الهند، ونخيل الزيت، وتعد من الأطعمة الشهية في بابوا غينيا الجديدة وشرق إندونيسيا.

بعض الباحثين اقترحوا استهلاك الحشرات كحل للتناقضات السياسية التي تخلقها الزراعة التقليدية، حيث تخلق ظروف تؤدي إلى تفضيل بعض أنواع الحشرات، التي تتكاثر بعدها وتُسمى "بالآفة". في بعض مناطق المكسيك، يتم السيطرة على الجندب Sphenarium purpurascens من خلال جمعه واستخدامه غذاءً. تسمح هذه الاستراتيجيات بتقليل استخدام المبيدات الحشرية وتوفير مصدر دخل للمزارعين يصل إلى حوالي 3000 دولار أمريكي لكل أسرة. بغض النظر عن التأثير البيئي، يجادل البعض بأن استخدام المبيدات الحشرية غير فعال اقتصاديًا بسبب تدميرها للحشرات التي قد تحتوي على ما يصل إلى 75 بالمائة من البروتين الحيواني مقابل توفير المحاصيل التي لا تحتوي على أكثر من 14 بالمائة من البروتين.

#### أغذية علاجية
مدير التغذية للأطفال في جامعة ألاباما في برمنغهام فرانك فرانكلين قال إنه بما أن نقص السعرات الحرارية والبروتين يعدان من الأسباب الرئيسية للوفاة لحوالي خمسة ملايين طفل سنويًا، فإن بروتين الحشرات المصمم في طعام علاجي جاهز للاستخدام مشابه لبلامبي نات قد يكون له إمكانات كحل منخفض التكلفة نسبيًا لمشكلة سوء التغذية. في عام 2009، اقترح الدكتور فيركراوس من جامعة خنت في بلجيكا أن بروتين الحشرات يمكن استخدامه لإنتاج محللات مائية، مما يؤدي إلى نشاط مثبط لـ ACE ونشاط مضاد للأكسدة، والذي قد يُدرج كمكون متعدد الوظائف في الغذاء الوظيفي. بالإضافة إلى ذلك، يمكن أن توفر الحشرات الصالحة للأكل مصدرًا جيدًا للدهون غير المشبعة، مما يساعد على تقليل مرض القلب التاجي.
في عام 2012، أعلن الدكتور آرون تي. دوسي أن شركته، All Things Bugs، كانت الفائزة في تحديات كبيرة لاستكشاف الأفكار من مؤسسة بيل ومليندا غيتس. توفر تحديات كبيرة لاستكشاف الأفكار تمويلًا للأفراد ذوي الأفكار الجديدة في مجالات الصحة العامة والتنمية. وكان عنوان مشروع البحث "الحشرات الجيدة: طعام مستدام لمكافحة سوء التغذية في الأطفال".

### العيوب والتحديات

#### التلف
يمكن للبكتيريا المكونة للأبواغ أن تفسد بروتين الحشرات سواء كانت نيئة أو مطهوة، مما يشكل تهديدًا للتسمم الغذائي. بينما يجب معالجة الحشرات الصالحة للأكل بعناية، هناك طرق بسيطة متاحة لمنع التلف. يُوصى بالغليان قبل التبريد؛ كما أن التجفيف، والتعليب، أو الاستخدام في الأطعمة المخمرة.

#### السمية
بشكل عام، العديد من الحشرات هي عشبّية وأقل مشكلة مقارنة بالآكلة لكل شيء. من المستحسن طهي الحشرات في الظروف المثالية نظرًا لأن الطفيليات التي تثير القلق قد تكون موجودة. ومع ذلك، يمكن أن تجعل استخدامات مبيد آفات الحشرات غير صالحة للاستهلاك البشري. يمكن أن تتراكم سمية مبيد الأعشاب في الحشرات عبر التراكم الحيوي. على سبيل المثال، عندما تتم معالجة تفشي الجراد عن طريق الرش، يصبح من غير الممكن تناولها. قد يشكل هذا مشكلة نظرًا لأن النباتات الصالحة للأكل قد استهلكها الجراد نفسه.
في بعض الحالات، قد تكون الحشرات صالحة للأكل بغض النظر عن سميتها. في منطقة كارنيا في إيطاليا، تناول عثة من عائلة بزيات من الأطفال رغم سمّيتها المحتملة. من المعروف أن العث ينتج سيانيد الهيدروجين وهو مركب طليعي في كل من اليرقات والبالغات. ومع ذلك، تحتوي حوصلة العثة البالغة على مواد كيميائية سيانوجينية بكميات منخفضة جدًا إلى جانب تركيزات عالية من السكر، مما يجعل Zygaena مصدرًا مريحًا إضافيًا للسكر خلال أوائل الصيف. العث شائع جدًا وسهل الصيد باليد، والمحتوى المنخفض من السيانوجين يجعل Zygaena طعامًا موسميًا ذو مخاطر منخفضة.
أبلغت إدارة خدمات الصحة في كاليفورنيا عن حالات التسمم بالرصاص بعد تناول شابولينس في نوفمبر 2003.

#### ردود الفعل التحسسية
تعد ردود الفعل التحسسية السلبية من المخاطر المحتملة لاستهلاك الحشرات. حُدد التفاعل المتبادل بين الحشرات الصالحة للأكل والقشريات موضوعاً ذي صلة سريريًا في إحدى المراجعات. أظهرت دراسة حول انتشار الحساسية تجاه الحشرات الصالحة للأكل في تايلاند أنه:
جرب حوالي 7.4٪ من الناس ردود فعل سلبية تشير إلى وجود حساسية من الحشرات الصالحة للأكل و 14.7٪ من الناس تعرضوا لعدة ردود فعل سلبية تشير إلى وجود حساسية من الحشرات الصالحة للأكل. علاوة على ذلك، عانى حوالي 46.2٪ من الأشخاص الذين يعانون بالفعل من حساسية غذائية معروفة من أعراض تشير إلى رد فعل تحسسي بعد أكل الحشرات.

#### الاعتراضات الأخلاقية
شُكك في إنسانية استهلاك الحشرات. كما أثير القلق بشأن إمكانية شعور الحشرات بالألم والمعاناة، مما يطرح سؤالًا عن معاناتهم إذا كان لديهم وعي.

#### الجوانب السلبية للاستدامة
هناك قلق بشأن استدامة استهلاك الحشرات، مثل الاستغلال المفرط بسبب الجمع البري. قد يكون للطعام المستخدم لإطعام الحشرات التي يتم تربيتها للاستهلاك بصمة بيئية كبيرة، مما يعني أنه إذا تم توسيعه، قد يجعل استهلاك الحشرات مشابهًا من حيث الاستدامة لمصادر البروتين التقليدية، مما يلغي أي فائدة مزعومة. بالإضافة إلى ذلك، قد تتطلب عمليات الحفاظ على الحشرات الصالحة للأكل مثل التجفيف بالتجميد والطحن كمية كبيرة من الطاقة. واقترح أن استهلاك الحشرات قد يكون أكثر استدامة من استهلاك الحيوانات الأخرى.

## الملحوظات
1. ↑  مولسانت (1841a) (أعيد نشره في Mulsant (1841b))،[37] معتمد من قبل Bodenheimer (2013) [1951]، الصفحات 42–43 رافضًا تحديد لينيوس بالفراشة Cossus لأنها نادرًا ما تعيش في البلوط.

## روابط خارجية
- "Edible insects". نيو ساينتست. ج. 193 ع. 2595: 56. 2007. DOI:10.1016/s0262-4079(07)60691-5. S2CID:239080242. مؤرشف من الأصل في 2008-02-23.
- DeFoliart, Gene R. (29 سبتمبر 2002). "The Human Use of Insects as a Food Resource: A Bibliographic Account in Progress". جامعة ويسكونسن-ماديسون. مؤرشف من الأصل في 24 February 2007.
- Toms, Rob؛ Thagwana, Mashudu (2003). "Eat your bugs - harvesting edible stink-bugs". Science in Africa. مؤرشف من الأصل في 16 April 2011.
- Menzel, Peter؛ D'Aluisio, Faith (1998). Man Eating Bugs: The Art and Science of Eating Insects. Ten Speed Press. ISBN:978-1-58008-022-4.
- Nejame, Sam. "Man Bites Insect" New York Times Sunday Magazine. 10 February 2008.]
- Dicke, Marcel. "Why not eat insects?", TEDxAmsterdam. Retrieved 12 March 2011.
- Risk profile related to production and consumption of insects as food and feed European Food Safety Authority 2015
- Edible insects: Future prospects for food and feed security